# Jared Leto
Jared Joseph Leto (/ˈlɛtoʊ/; sinh ngày 26 tháng 12 năm 1971) là diễn viên, ca sĩ, nhà soạn nhạc, và đạo diễn người Mỹ. Sau khi bắt đầu sự nghiệp của mình với những lần xuất hiện trên truyền hình vào đầu những năm 1990, anh đã đạt được sự công nhận với vai diễn Jordan Catalano trong bộ phim truyền hình My So-Called Life (1994). Anh ấy đã có bộ phim đầu tay trong How to Make an American Quilt (1995) và nhận được nhiều lời khen ngợi cho màn trình diễn của anh ấy trong Prefontaine (1997).

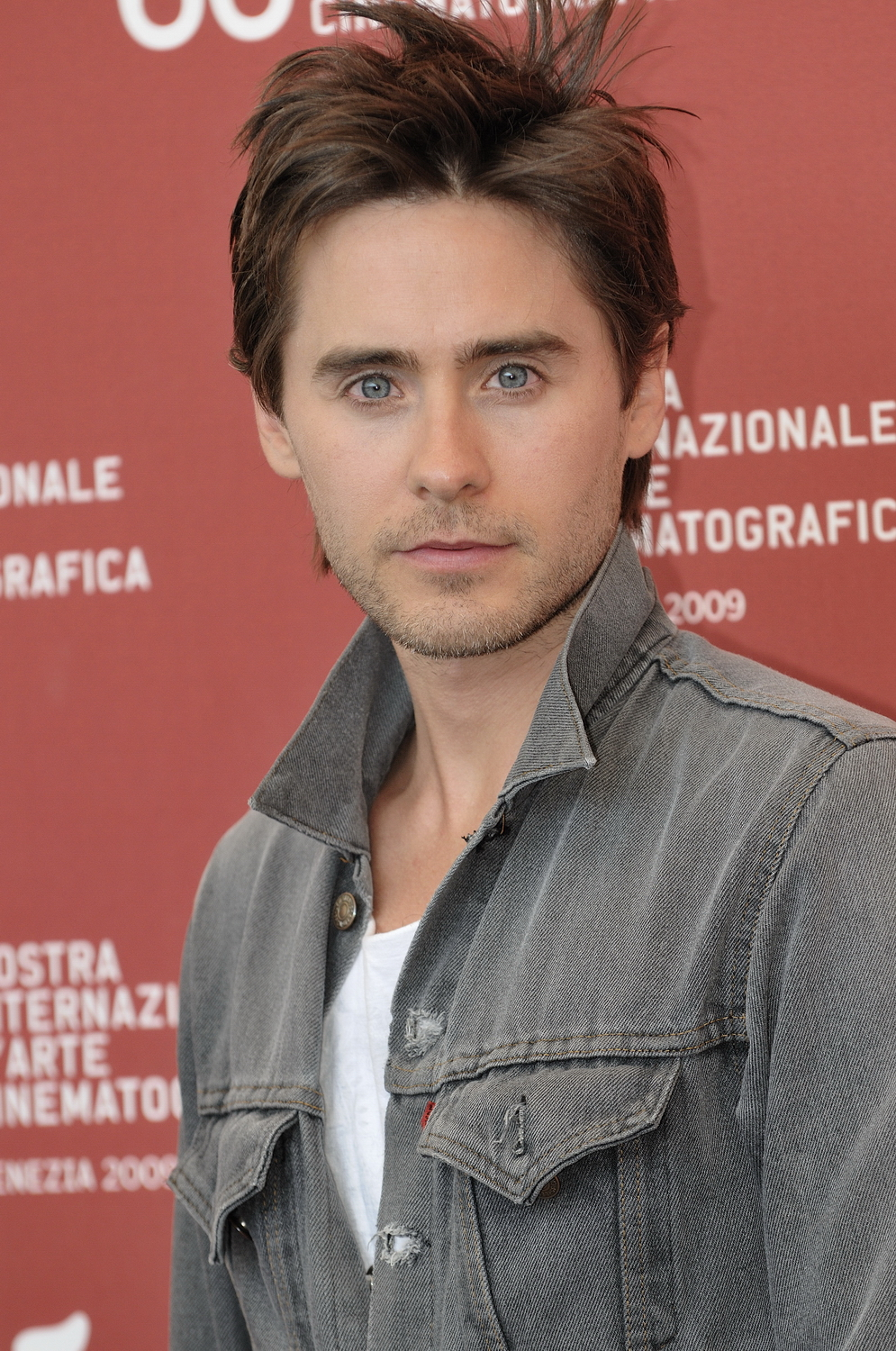
Jared Leto, năm 2009

Sau các vai phụ trong The Thin Red Line (1998), Fight Club (1999), Girl, Interrupt (1999) và American Psycho (2000), và vai chính trong Urban Legend (1998), anh nhận được sự đánh giá cao của giới phê bình khi miêu tả một người nghiện heroin Harry Goldfarb trong Requiem for a Dream (2000). Anh bắt đầu tập trung ngày càng nhiều vào âm nhạc, sau đó trở lại diễn xuất với Panic Room (2002), Alexander (2004), Lord of War (2005), Lonely Hearts (2006), Chapter 27 (2007) và Mr. Nobody (2009). Màn trình diễn của anh ấy với tư cách là một phụ nữ chuyển giới trong Dallas Buyers Club (2013) đã mang về cho anh Giải thưởng Viện hàn lâm, Giải Quả cầu vàng và Giải thưởng của Hiệp hội Diễn viên Màn ảnh cho Nam diễn viên phụ xuất sắc nhất. Anh đóng vai chính trong Suicide Squad (2016), Blade Runner 2049 ( 2017), The Little Things (2021) và House of Gucci (2021), bộ phim giúp anh có hai đề cử Quả cầu Vàng và Giải thưởng của Hiệp hội Diễn viên Màn ảnh cho nam diễn viên phụ xuất sắc nhất.
Jared Leto là giọng ca chính, người soạn nhạc trong ban nhạc Thirty Seconds to Mars. Ban nhạc được anh thành lập vào năm 1998 tại Los Angeles, California cùng với anh trai mình là Shanon Leto. Album đầu tay của họ 30 Seconds to Mars (2002) được phát hành nhận được đánh giá tích cực nhưng chỉ thành công hạn chế. Nhưng sau khi phát hành album thứ 2: A Beautiful Lie (2005) ban nhạc đã đạt được danh tiếng trên toàn thế giới. Các album phát hành sau đó: This Is War (2009), và Love, Lust, Faith and Dreams (2013), được đón nhận và đạt doanh thu cao. Tính đến tháng 9 năm 2014, ban nhạc đã bán được hơn 15 triệu album trên toàn thế giới. Leto cũng là đạo diễn các MV (Video âm nhạc), gồm MV: "The Kill" (2006) (đoạt giải Giải Video âm nhạc của MTV), "King and Queen" (2009), và "Up in the Air" (2013) đã nhận được nhiều thành công về mặt phê bình,  và album thứ năm của họ, America (2018), đánh dấu thành công thương mại mới. Tính đến tháng 9 năm 2014, họ đã bán được hơn 15 triệu album trên toàn thế giới.
Leto được coi là một trong những diễn viên tài năng nhất. Anh luôn luôn nghiên cứu, dành sự tận tụy, hi sinh để hoàn thành tốt vai diễn. Anh còn được biết đến là một người có chọn lọc về vai diễn của mình.

## Cuộc đời và sự nghiệp

### 1971 - 1991: Thời kì đầu
Jared Leto được sinh ra tại thành phố Bossie, Louisiana. Mẹ anh là Constance Leto, gốc Cajun. "Leto" là họ của cha dượng anh. Cha mẹ đã ly dị khi Leto vẫn còn là một đứa trẻ, hai anh em Leto sống cùng với mẹ và ông bà ngoại, William Lee Metrejon và Ruby Russell. Cha anh được biết là đã tái hôn và tự sát khi anh lên 8. Gia đình anh thường xuyên dời quê hương và di chuyển đến nhiều thành phố trên khắp đất nước. Leto giải thích: " Cha mẹ tôi đã từng ở trong lực lượng không quân, nên việc đi chuyển nhiều là điều rất bình thường trong cuộc sống.". Leto còn có hai em trai cùng cha khác mẹ.
Constance tham gia vào phong trào hippie, bà luôn khuyến khích các con mình sáng tạo nghệ thuật. Leto bắt đầu chơi nhạc cùng với anh trai mình từ khi còn rất nhỏ, và nhạc cụ đầu tiên của anh là một cây đàn ghi-ta bị hỏng.
Sau một thời gian ngắn bỏ học năm lớp 10, Leto quyết định quay lại và tập trung vào việc học của mình tại trường dân lập dự bị Emerson ở Washington DC, nhưng Leto tốt nghiệp trường Flint Hill School ở Oakton, Virginia. Tự nhận thấy mình có một niềm đam mê lớn với nghệ thuật, Leto đã theo học tại University of the Arts ở Philadelphia. Sau khi cảm thấy hứng thú với ngành làm phim, Leto chuyển đến trường School of Visual Arts ở New York City. Trong khi còn là sinh viên ở đây, Leto đã viết kịch bản và đóng vai chính trong bộ phim ngắn của riêng mình, Cryng Joy.

### 1992 - 1998: Trong vai trò là diễn viên và bộ phim Prefontaine
Năm 1992, Leto chuyển đến Los Angeles để theo đuổi sự nghiệp của mình. Vai diễn đầu tiên của anh là nhân vật Jordan Catlano - là người yêu của nữ diễn viên Claire Danes trong bộ phim truyền hình tuổi teen ngắn đài ABC: My So-Called Life. Phim được đánh giá tích cự mặc dù chỉ chiếu 1 season. Cũng cùng năm đó, Leto đóng cùng Alicia Silverstone trong phim Cool and the Crazy. Góp mặt trong bộ phim How to Make an American Quilt (1995). Hợp tác cùng Christina Ricci trong The Last of the High Kings (1996) và viên diễn phụ trong phim Switchback (1997).
Năm 1997, Leto đóng vai chính trong bộ phim dựa trên câu chuyên có thật Prefontaine, anh trong vai là một vận động viên điền kinh Olympic đầy triển vọng. Để chuẩn bị cho vai diễn, Leto đã phải luyện tập chạy trong 6 tuần, đồng thời rèn luyện giọng nói cũng như phong cách để giống với một vận động viên chuyên nghiệp. Sự thể hiện của anh đã được đánh giá tích cực từ các nhà phê bình và được coi là bước đột phá trên con đường sự nghiệp của mình.
Sau khi kết thúc vai diễn là một quý tộc người Anh trong bộ phim Basil năm 1998. Leto đã góp mặt trong bộ phim kinh dị Urban Legend. Mặc dù, bộ phim không nhận được sự ưu ái từ các nhà phê bình nhưng lại thành công về mặt doanh thu. Cùng năm đó, Leto còn đảm nhận vai phụ trong bộ phim về chiến tranh The Thin Red Line cùng với các diễn viên Sean Penn và Adrien Brody của đạo diễn Terrence Malick. Bộ phim được đánh giá tốt và đạt danh thu phòng vé vừa phải. Bộ phim nhận được nhiều giải thưởng và đề cử, trong đó có 7 đề cử giải Oscar.

### 1998 - 2002: Ban nhạc Thirty Seconds to Mars, phimRequiem for a Dreamcùng nhiều vai trò khác
Leto cùng anh trai của mình Shannon Leto đã thành lập ban nhạc Thirty Seconds to Mars vào năm 1998 tại Los Angeles, California. Từ khi bắt đầu, Jared Leto không bao giờ lợi dụng tên tuổi mình là một diễn viên Hollywood để quảng bá cho ban nhạc. Album đầu tay của họ đã được chau chuốt trong một vài năm, với Leto viết hầu hết các bài hát. Thành tựu của ban nhạc đã nhận được sự chú ý bởi nhiều hãng thu âm. Cuối cùng, Thirty Seconds to Mars đã kết hợp cùng Immortal Records.
Năm 1999, Leto trong vai là một thầy giáo đồng tính có tình cảm với Robert Downey, Jr. trong bộ phim Black and White. Góp mặt trong bộ phim truyền hình Girl, Interrupted, được chuyển thể từ cuốn hồi ký cùng tên của Susanna Kaysen. Sau đó anh đóng vai Angel Face trong Fight Club (1999), bộ phim được chuyển thể từ tiểu thuyết cùng tên của Chuck Palahniuk, được đạo diễn bởi David Fincher. Leto bắt đầu hẹn hò cùng với nữ diễn viên Cameron Diaz và đính hôn vào năm 2000.
Leto đóng vai Paul Allen, Là một đối thủ của Patrick Bateman, trong bộ phim kinh dị tâm lý American Psycho (2000). Tuy bộ phim có tính kén chọn người xem, nhưng sự hiện diện của Leto lại thu hút được sự chú ý. Cũng trong năm 2000, Leto đã nhận vai diễn là một người nghiện heroin có tên Harry Goldfarb trong bộ phim Requiem for a Dream, được chuyển thể từ tiểu thuyết cùng tên của nhà văn Hubert Selby, Jr.. Đạo diễn bởi Darren Aronofsky cùng với các diễn viên tên tuổi khác: Ellen Burstyn, Jennifer Connelly và Marlon Wayans. Đển chuẩn bị cho vai diễn này, Leto đã trải nghiệm cuộc sống trên các con đường của thành phố New York, ngừng quan hệ 2 tháng trước khi bấm máy. Leto đã giảm 13 kg để giống với một con nghiện. Sau khi bộ phim đóng máy, Leto chuyển đến Bồ Đào Nha và sống trong 1 tu viện vài tháng để lấy lại sức sức khỏe. Sự thể hiện của anh trong bộ phim đã nhận được sự hoan nghênh của các nhà phê bình phim bởi đã thể hiện được đúng cảm xúc cũng như tinh thần của nhân vật.
Leto tiếp tục xuất hiện trong bộ phim độc lập Highway được quay năm 1994. Bộ phim nói về hành trình chạy trốn của anh đến Seattle sau khi bị bắt gặp đã gian díu với vợ của sếp, một tên côn đồ Vegas. Bộ phim được hoàn thành vào đầu năm 2000, nhưng đến tận tháng 3 năm 2002 bộ phim mới được phát hành dưới định dạng video, mặc dù ban đầu dự kiến là chiếu rạp.
Trong thời gian này, Leto hầu hết tập trung thời gian cho sự nghiệp âm nhạc. Hợp tác cùng với nhà sản xuất Bod Ezrin và Brian Virtue trong album đầu tay 30 Seconds to Mars, được phát hành ngày 27 tháng 8 năm 2002 tại Mỹ thông qua hãng thu âm Immortal và Virgin. Album xếp thứ 107 trên bảng xếp hạng  Billboard 200 và xếp thứ nhất trên bảng xếp hạng Top Heatseekers của Mỹ. Sau khi phát hành album nhận được đánh giá chủ yếu là tích cực từ các nhà phê bình âm nhạc uy tín. Ban nhạc đang cố gắng đạt được sự đón nhận và có chỗ đứng trong lĩnh vực rock. 2 triệu album đã được bán ra trên toàn thế giới.

### 2002 - 2005: Pacnic Room, A beautiful lie.
Leto trở lại diễn xuất vào năm 2002 với bộ phim Panic Room, lần thứ 2 hợp tác với đạo diễn David Fincher. Anh đóng vai Junior, một tên trộm khủng bố Jodie Foster. Bộ phim đã được đón nhận bởi các nhà phê bình và thành công về doanh thu, doanh thu gần 200 triệu USD trên toàn thế giới. Năm 2003, Leto và Cameron Diaz đã kết thúc mối quan hệ bốn năm của họ. Bộ phim tiếp theo của Leto vào năm 2004, phim Alexander bởi đạo diễn Oliver Stone. Leto trong vai Hephaestion, người bạn gần gũi nhất của Alexander Đại đế. Bộ phim không thành công tại Hoa Kỳ, nhưng nó đã thành công trên trường quốc tế, với doanh thu trên toàn thế giới của Mỹ $ 167,000,000.
Năm 2005, Leto sát cánh cùng với Nicolas Cage trong bộ phim tội phạm chính trị Lord of War. Anh đóng vai Vitaly, em trai của 1 gã buôn bán vũ khí bất hợp pháp Yuri Orlov. Bộ phim đã chính thức được xác nhận bởi các tổ chức nhân quyền Ân xá Quốc tế cho việc buôn bán vũ khí của các ngành công nghiệp vũ khí quốc tế. Bộ phim nhận được phản ứng tích cực bởi các nhà phê bình phim tuy nhiên chưa thành công nhiều.
Ban nhạc Thirty Seconds to Mars đã mất 2 mắt để hoàn thành album thứ 2 A Beautiful Lie. Ban nhạc đã phải di chuyển qua 4 châu lục khác nhau do ảnh hưởng của công việc diễn xuất của Jared Leto. A Beautiful Lie ra mắt vào ngày 30 tháng 8 năm 2005 tại Mỹ. Album đã được chứng nhận đĩa bạch kim bởi  Recording Industry Association of America (RIAA) (Hiệp hội công nghiệp ghi âm Mỹ). Cũng như được chứng nhận đĩa bạch kim, đĩa vàng tại nhiều nước trên thế giới, với 4 triệu bản được bán ra. Ban nhạc đã có rất nhiều chuyến lưu diễn để quảng bá album, trong đó có tham gia tại một số lễ hội lớn như Roskilde Festival, Pinkpop Festival, Rock am Ring, and Download Festival.

### 2006 - 2008: Lonely Heart, Chapter 27 và làm phim.
Năm 2006, Leto đã xuất hiện trong bộ phim truyền hình tội phạm Lonely Hearts, bộ phim là câu chuyện có thật của kẻ sát nhân khét tiếng "lonely hearts killers" của những năm 1940, Raymond Fernandez và Martha Beck. Leto đóng vai chính với Salma Hayek - người đóng vai Beck. Bộ phim nhận được đánh giá cả tốt lẫn xấu từ các nhà phê bình; Tuy nhiên, diễn xuất của Leto càng ngày càng được ca ngợi rộng rãi.
Cùng năm đó, Leto làm đạo diễn cho video âm nhạc "The Kill" của Thirty Seconds to Mars. Và lấy biệt hiệu là Bartholomew Cubbins. Bartholomew Cubbins là một nhật vật trong các tác phẩm của nhà văn Dr. Seuss và là nhân vật yêu thích của anh. "The Kill" được lấy ý tưởng từ sự cô lập và điên cuồng trong bộ phim kinh dị tâm lý The Shining (1980) đạo diễn bởi Stanley Kubrick.toàn bộ MV là 1 bộ phim ngắn, nhận được một phản ứng tích cực và rất nhiều giải thưởng, trong đó có một giải thưởng âm nhạc MTV Video. Leto tiếp tục đạo diễn MV "From Yesterday". MV được quay ở Tử Cấm Thành (Trung Quốc) và trở thành MV âm nhạc đầu tiên được quay tại Trung Quốc. Hàng trăm trang phục đã được sử dụng trong MV, lấy cảm hứng từ những đế quốc của các triều đại Trung Quốc cổ xưa. Leto đã lấy cảm hứng từ bộ phim truyền hình lịch sử của Bernardo Bertolucci The Last Emperor (1987).
Trong năm 2007, Leto đóng vai chính trong bộ phim Chapter 27. Anh đóng vai Mark David Chapman, một fan hâm mộ cuồng nhiệt của The Beatles và là kẻ giết người của John Lennon. Leto đã tăng 30 kg cho vai diễn này.Bởi cách tăng cân quá nhanh của mình đã khiến anh bị gout. Anh đã phải sử dụng xe lăn do căng thẳng về sự gia tăng trọng lượng của mình. Sau khi quay bộ phim, anh nhanh chóng đi vào một chế độ ăn uống hợp lý. Chapter 27 được công chiếu tại Liên hoan phim Sundance 2007. Leto được đánh giá cao qua vai diễn này.
MV âm nhạc tiếp theo của Thirty Seconds to Mars do chính anh đạo diễn là "A Beautiful Lie", lần này anh lấy biệt hiệu là Angakok Panipaq. MV được quay 200 dặm về phía bắc của vòng Bắc Cực ở Greenland. Sau khi phát hành, "A Lie Beautiful" đã được hoan nghênh rộng rãi, nhận được nhiều giải thưởng khác nhau, bao gồm cả giải thưởng âm nhạc MTV châu Âu cho Video xuất sắc nhất.

### 2008 - 2011: Vụ kiện EMI, This Is War, và Mr. Nobody

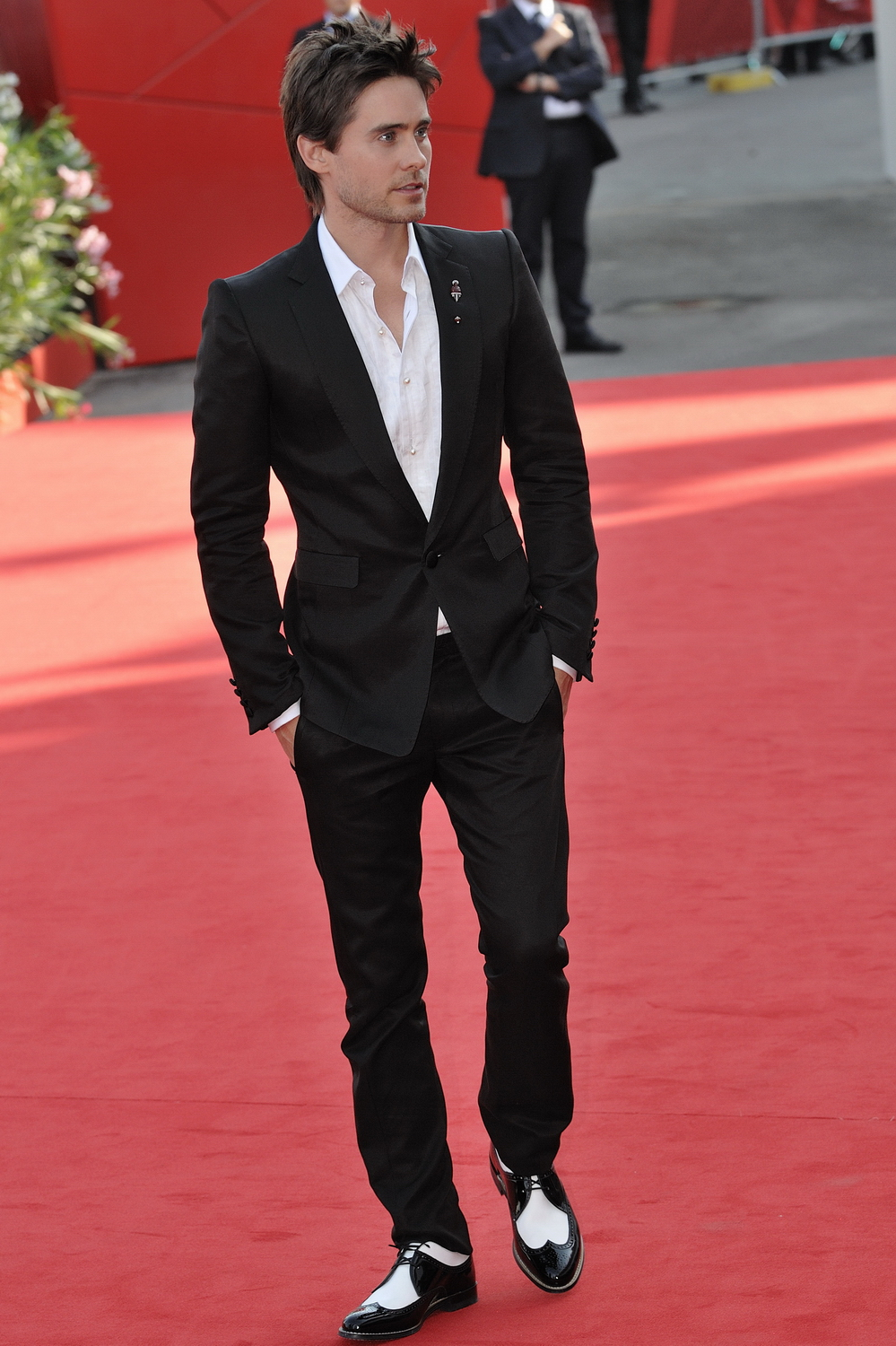
Jared Leto trong buổi ra mắt bộ phim Mr. Nobody

Bộ phim tiếp theo của Leto được ra mắt năm 2009 - Mr. Nobody thể loại khoa học viễn tưởng của đạo diễn Jaco Van Dormael. Anh trong vai nhân vật chính của bộ phim Mr. Nobody, người đàn ông có thể chết cuối cùng trong một thế giới mà con người đã trở nên bất tử nhờ kỹ thuật tự tái tạo tế bào. Với vai diễn của mình, Leto đã phải hóa thân vào nhiều phiên bản khác nhau của nhân vật, từ 34 đến 118 tuổi, trải qua 6 tiếng hàng ngày để make-up và giả giọng 1 ông lão hơn 118 tuổi. bộ phim được chiếu tại Liên hoan phim Venice. Bộ phim được đánh giá tốt về tính nghệ thuật và sự diễn xuất của Leto.